# 美国国务院东亚和太平洋事务局
（簡稱：亞太局），原名“中国事务處”（Office of Chinese Affairs），是美国国务院的一部分。东亚和太平洋事务局负责向国务卿和政務次卿提供有关亚太地区的咨询意见；以及处理美国的外交政策和美国与东亚及太平洋地区诸国的外交关系。本部门由东亚和太平洋事务助理国务卿（亞太助卿）领导，直屬政治事务国务次卿。

## 内部机构
美国国务院东亚和太平洋事务局旗下各處室负责指导、协调和监督美国政府在该区域内的活动，这些活动包括：政治、经济、领事、公共外交及行政管理等问题。
- 执行主任處（Office of the Executive Director）：监督该局人力资源及资源管理等事务。

- 经济政策處（Office of Economic Policy）

- 公共外交處（Office of Public Diplomacy）

- 區域与安全政策處（Office of Regional and Security Policy）

- 公共事务处（Office of Public Affairs）：负责协调本局与媒体的关系以及国内公共宣传事务，同时为公共事务局（英语：Bureau of Public Affairs）的美國國務院發言人提供新闻编写指导。

- 澳大利亚、新西兰与太平洋诸岛事务處（Office of Australia, New Zealand, and Pacific Island Affairs）：负责协调与澳大利亚、新西兰、巴布亚新几内亚、密克罗尼西亚、马绍尔群岛、斐济、基里巴斯、瑙鲁、汤加和图瓦卢等国的政策。

- 中國事務協調辦公室（Office of China Coordination）：负责协调中华人民共和国相關政策。

- 日本事务处（Office of Japanese Affairs）：统管美日关系等相关事务。

- 大陆東南亚事务处（Office of Mainland South Asia Affairs）：负责协调缅甸、柬埔寨、老挝、泰国和越南等国相關政策。

- 海洋東南亚事务处（Office of Maritime South Asia Affairs）：负责协调文莱、印度尼西亚、马来西亚、菲律宾、新加坡和东帝汶等国相關政策。

- 韓國蒙古事务处（Office of Korean and Mongolian Affairs）：负责协调韩国、朝鲜、蒙古國相關政策。

- 多边事务处（Office of Multilateral Affairs）：负责协调东南亚国家联盟、亚太安全合作理事会、东盟区域论坛等多國组织相關政策。

- 台湾协调處（Office of Taiwan Coordination）：负责统管台美关系等相关事务。

### 脚注
1. 中文译名参考资料美国驻华大使馆的文件《代理助理国务卿苏珊·桑顿在众议院对外事务委员会上的发言摘要 （页面存档备份，存于）》。
2. 中文译名参考资料美国驻华大使馆的文件《代理助理国务卿苏珊·桑顿在众议院对外事务委员会上的发言摘要 （页面存档备份，存于）》。
3. 中文译名参考资料美国驻华大使馆的文件《代理助理国务卿苏珊·桑顿在众议院对外事务委员会上的发言摘要 （页面存档备份，存于）》。
4. 中文译名参考资料美国驻华大使馆的文件《代理助理国务卿苏珊·桑顿在众议院对外事务委员会上的发言摘要 （页面存档备份，存于）》。
5. 中文译名参考资料美国驻华大使馆的文件《代理助理国务卿苏珊·桑顿在众议院对外事务委员会上的发言摘要 （页面存档备份，存于）》。
6. 中文译名参考资料美国驻华大使馆的文件《代理助理国务卿苏珊·桑顿在众议院对外事务委员会上的发言摘要 （页面存档备份，存于）》。

### 出典
1. 1 2   (PDF). 美国国务院督察总长室. 2013-09  [2015-12-10]. （原始内容存档 (PDF)于2016-12-22）.
2. ↑  , ,   [2021-06-19], （原始内容存档于2021-06-17）
3. Team, Internet. . 駐奈及利亞聯邦共和國臺北貿易辦事處 Taipei Trade Office in the Federal Republic of Nigeria.   [2024-10-05] （中文（臺灣））.
4. Team, Internet. . 駐奈及利亞聯邦共和國臺北貿易辦事處 Taipei Trade Office in the Federal Republic of Nigeria.   [2024-10-05] （中文（臺灣））.
5. Team, Internet. . 駐奈及利亞聯邦共和國臺北貿易辦事處 Taipei Trade Office in the Federal Republic of Nigeria.   [2024-10-05] （中文（臺灣））.
6. Team, Internet. . 駐奈及利亞聯邦共和國臺北貿易辦事處 Taipei Trade Office in the Federal Republic of Nigeria.   [2024-10-05] （中文（臺灣））.
7. Team, Internet. . 駐奈及利亞聯邦共和國臺北貿易辦事處 Taipei Trade Office in the Federal Republic of Nigeria.   [2024-10-05] （中文（臺灣））.
8. Team, Internet. . 駐奈及利亞聯邦共和國臺北貿易辦事處 Taipei Trade Office in the Federal Republic of Nigeria.   [2024-10-05] （中文（臺灣））.
9. ↑   (PDF). 美国国务院人力资源局. 2014=09  [2015-12-10]. （原始内容存档 (PDF)于2021-03-10）.
10. ↑  . 美国外交事务手册. 美国国务院. 2015-07-06  [2015-12-13]. （原始内容存档于2021-04-21）.